# Occa
L'occa, oka, okka, o oke (turco ottomano اوقه) era una unità di misura di massa usata nell'Impero ottomano, equivalente a 400 Dirham (dramme ottomani). Il suo valore variava, ma nel tardo impero era stato standardizzato a 1,2829 chilogrammi. 'Oka' è oggi il nome più usato; 'occa' viene usato nella lingua italiana, 'oke' era usato nella lingua inglese contemporanea; 'okka' è la forma usata nel turco moderno, e viene di solito usato nei lavori accademici sull'Impero Ottomano.
In Turchia, l'unità tradizionale è ora chiamata eski okka cioè 'vecchia oka' o kara okka vale a dire 'oka nera'; lo yeni okka cioè 'nuova okka' è il chilogrammo.
In Tripolitania, corrispondeva a 1,282 kg (secondo altre fonti: 1,2208 kg, pari a 2½ artal). Un cantàr corrispondeva a 40 ocche, un'ughià a ¼ di occa.
In Grecia, l'oka (οκά) era standardizzato a 1,282 kg e rimase in uso finché le unità tradizionali vennero abolite il 31 marzo, 1959 — il sistema metrico era stato adottato nel 1876, ma le vecchie unità erano rimaste in uso. A Cipro, l'oka rimase in uso fino al 1980.
In Egitto, l'occa corrisponde a 1,23536 kg.
L'occa era anche usato come unità di volume. In Valacchia, per i liquidi, corrispondeva a 1,283 litri e 1,537 l di grano (unità di misura secca). In Grecia, un oka di olio valeva 1,280 kg.